# 조정 (스포츠)

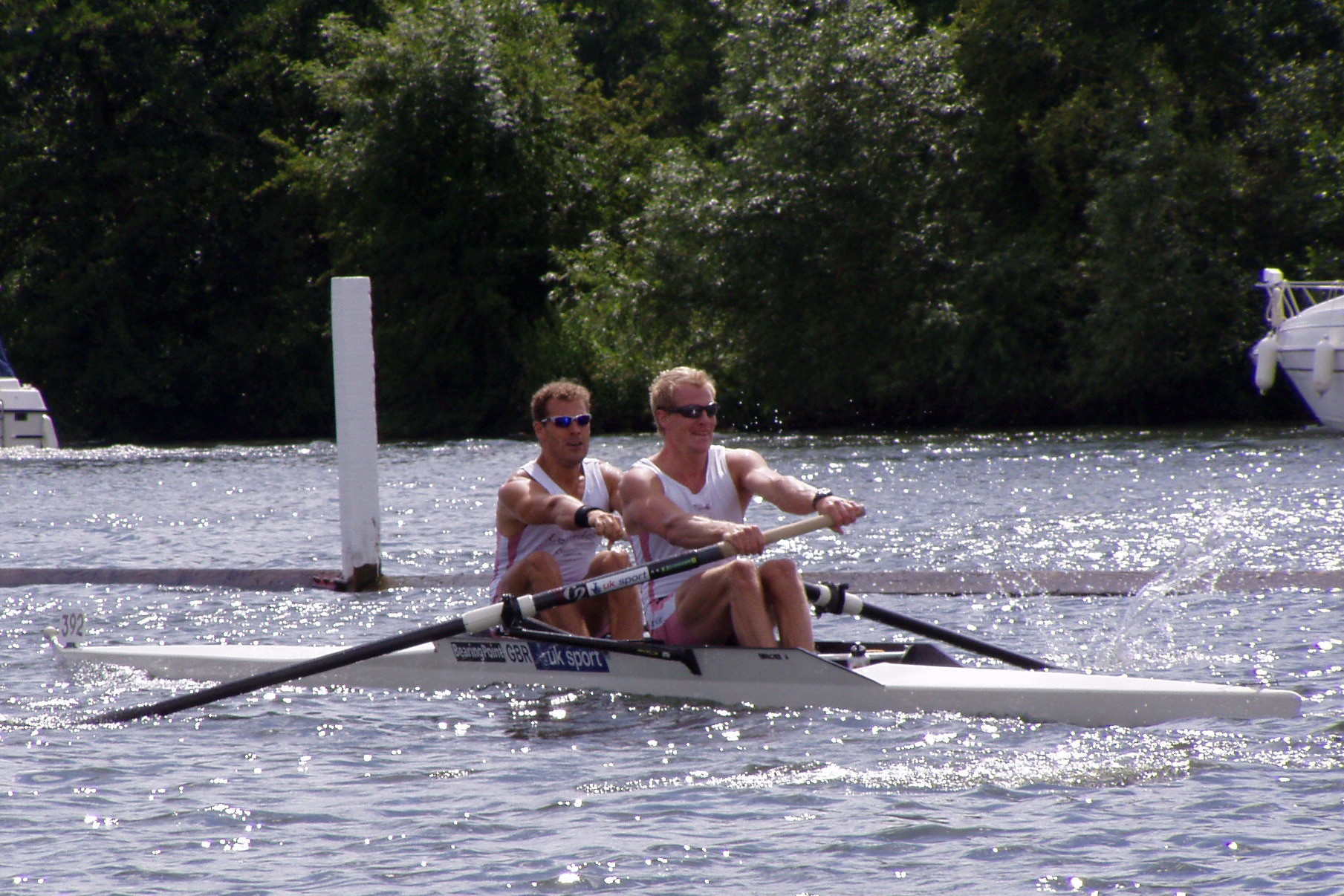
무타 페어 경기의 모습.

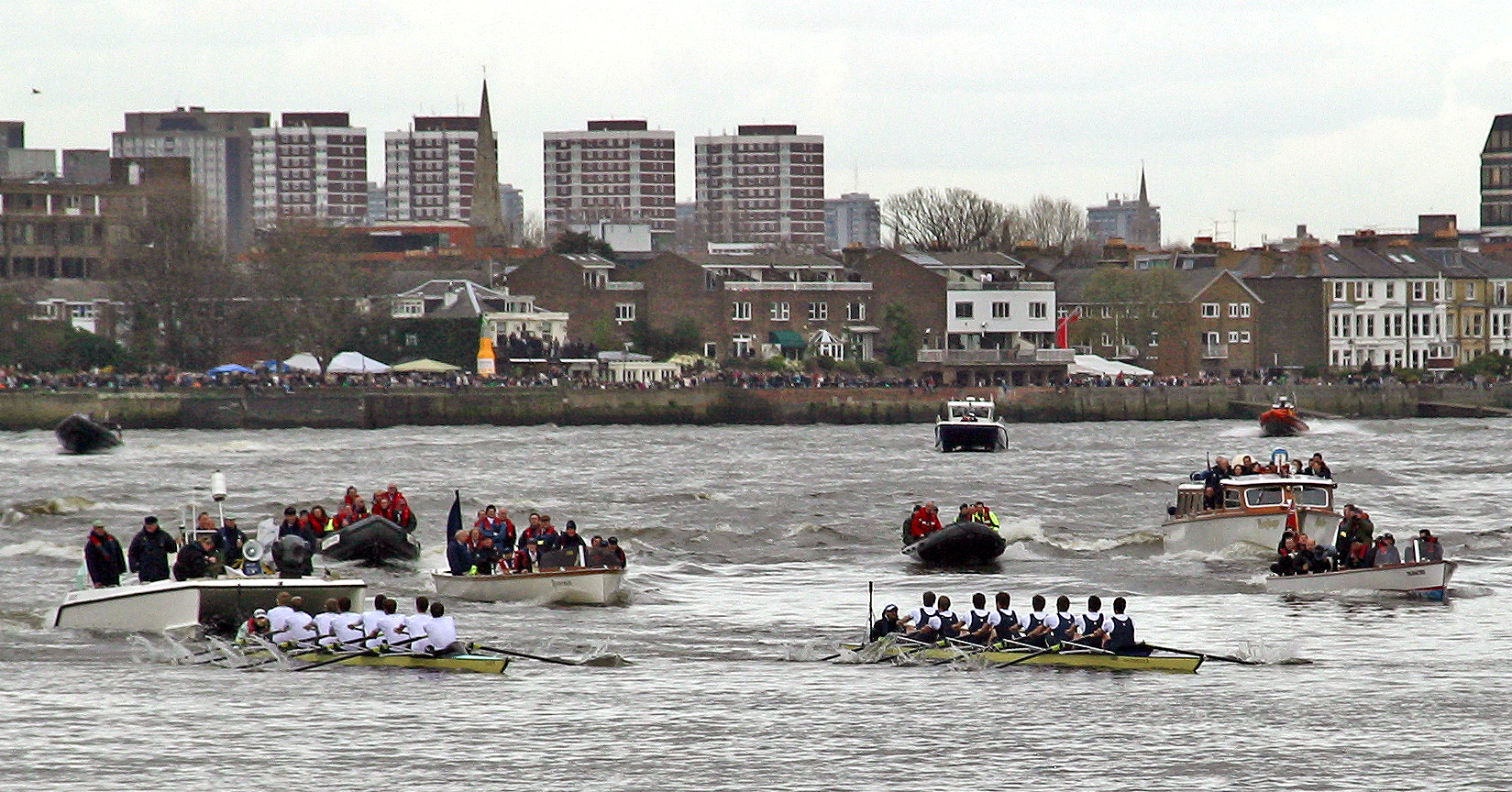
템즈 강에서 벌어진 2010년 영국 대학 조정 경기의 모습. 왼쪽 보트가 캠브리지 팀, 오른쪽 보트는 옥스포드 팀이다.

조정(漕艇, rowing)은  한 사람 또는 규정된 인원의 선수가 노로 보트를 저어 결승점에 도착한 순서에 의하여 승부를 가리는 경기이다. 흔히 보트 레이스라고도 한다. 조정경기는 1716년 영국 조지 1세의 즉위를 기념하기 위하여 템스강에서 열린 대회가 그 시초이다. 대한민국에서는 1916년 중앙 고등보통학교에서 한강에 보트를 띄운 것이 시초이며, 1955년 제1회 전국선수권대회가 열렸다.

## 조정경기의 종류

### 병행 레이스
가장 널리 실시되는 경기로 코스의 사정에 따라 장거리도 가능하다. 단거리는 올림픽 대회·세계선수권대회 등에서 2000m의 직선 코스를 사용하는데, 경기 방법은 조수(노를 젓는 선수)가 양손에 1개씩 노를 잡고 젓는 스컬 종목과 양손으로 1개의 노를 잡고 젓는 스위퍼 종목으로 크게 나뉜다. 대한민국에서는 2011년 7월 30일에 MBC의 인기 버라이어티 프로그램인 무한도전에서 2000m Novice 대회에 참여한 것이 화제가 되어, 대중들에게 널리 알려졌다.

### 추돌 레이스
강의 너비가 좁고 구부러진 코스에서 수십 척의 보트가 동시에 실시한다. 각 보트는 세로로 일정한 간격을 두고 출발하는데 뒤 보트의 뱃머리에 배의 꼬리가 터치된 보트는 코스 밖으로 내보내며, 최후까지 남는 보트가 승자가 된다.

### 회항 레이스
약 500m 앞쪽에 있는 표지를 왕복하는 레이스이다.

### 타임 레이스
8인조 레이스로 해마다 이른 봄에 영국 템스강 하류에서 개최되는 레이스가 유명하다.

## 경기 방법
출발대에 뱃머리를 나란히 하고 준비를 갖추면 출발 신호원이 깃발이나 신호 총으로 신호한다. 타수(키를 조정하는 선수)는 뱃머리를 향하여 앉고, 조수(노를 젓는 선수)는 타수를 향하여 앉아서 저어 나가 결승선에 뱃머리가 도착하는 순서에 따라 순위를 정한다. 경기 종목으로는 노를 오른손과 왼손에 각각 1개씩 잡는 스킬과 두 손으로 1개의 노를 잡는 로윙 (Rowing)이 있다.

## 같이 보기
- 올림픽 조정
- 세계 조정 선수권 대회
- 토마스 에이킨스